# Opera Izraela
Opera Izraela (hebr. האופרה הישראלית החדשה; ang. The Israeli Opera; właściwie Nowa Opera Izraela) – opera narodowa Izraela, z siedzibą w centrum kultury Tel Awiw Performing Arts Center w osiedlu Ha-Cafon ha-Chadasz w Tel Awiwie.

## Historia

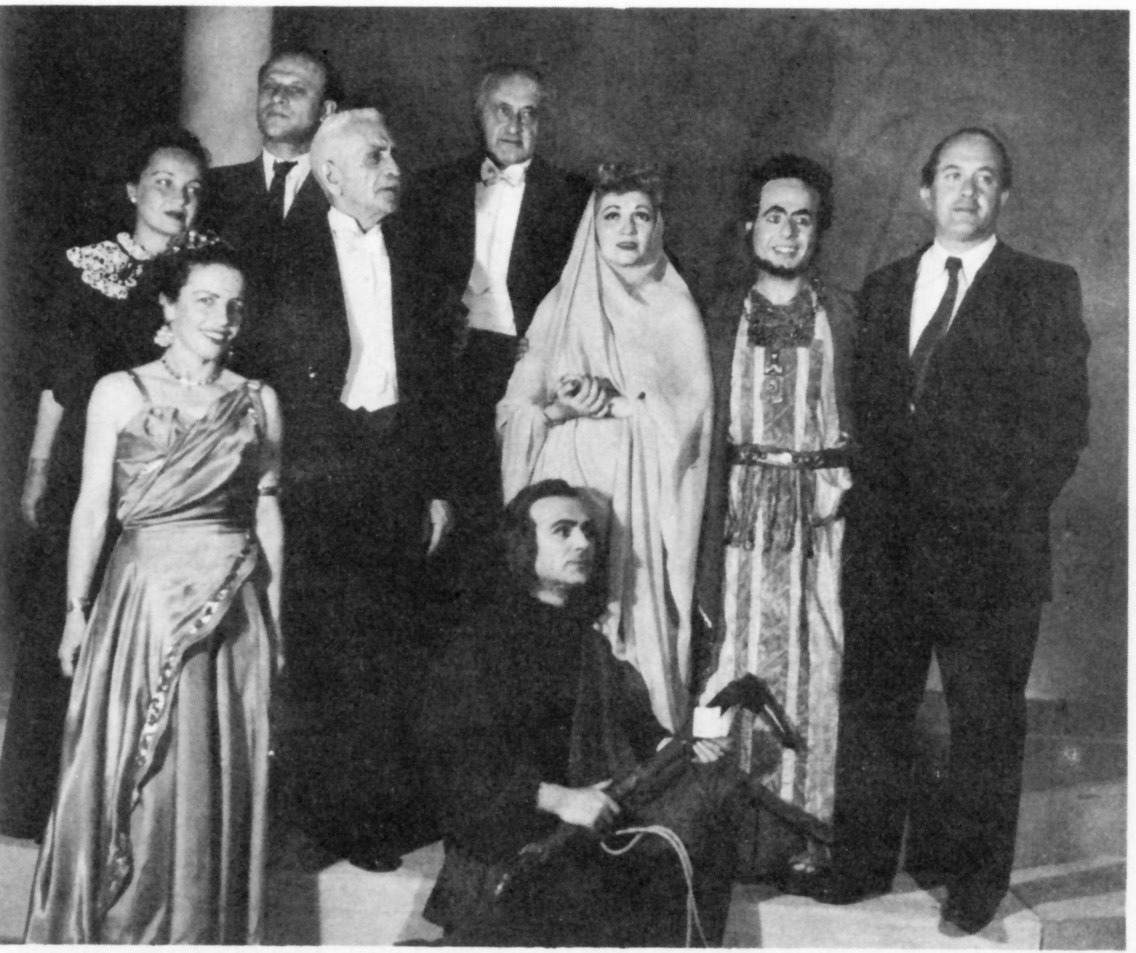
Premierowe przedstawienie Opery Izraela, 1948

Początki izraelskiej opery sięgają 1917, kiedy to Mordechai Golinkin przedstawił pierwszy plan utworzenia żydowskiego teatru operowego w Palestynie. W 1923 Golinkin przyjechał do brytyjskiego Mandatu Palestyny, gdzie mógł zrealizować swoje marzenie. W dniu 28 lipca 1923 w Tel Awiwie wystawiono pierwszą operę – było to dzieło La Traviata Giuseppe Verdiego. W tym czasie w mieście nie było specjalnej sceny operowej, i sztukę musiano wystawić w Kinie „Eden” (hebr. קולנוע עדן), które nie było przystosowane do tego celu. Przez następne cztery lata Golinkin kierował działalnością teatru operowego, który nosił wówczas nazwę Opery Palestyny (ang. Palestine Opera). W tym okresie opera wystawiła 17 sztuk, w tym między innymi: Faust, Samson i Dalila i Aida. W 1924 wystawili w Jerozolimie operę „La Juive” Jacques Fromental Halévy.
Po rozruchach arabskich w 1929 większość śpiewaków operowych opuściła Mandat Palestyny. Z tego powodu w latach 30. XX wieku opera ograniczyła swoją działalność, wystawiając pojedyncze wystawienia w Kinie „Mugrabi” (hebr. אולם קולנוע מוגרבי).
W następnych latach 1940/1946 operą kierował kompozytor i dyrygent Georg Mark Berry Zinger. Napisał on 16 oper, w tym pierwszą w języku hebrajskim „Opiekun Dan”. Punktem zwrotnym w historii opery był 13 listopada 1945, kiedy to do Mandatu Palestyny przyjechała piosenkarka sopranowa Philip de Addis. Krótko potem, w 1947 oficjalnie utworzono Operę Izraela (hebr. האופרה הישראלית). W 1958 opera przeniosła się do swojej nowej siedziby w Kinie „Magic” (hebr. קולנוע קסם). W latach 60. XX wieku w Operze Izraela rozpoczynało swoją karierę wielu śpiewaków, którzy następnie robili wielką karierę międzynarodową. Między innymi, w latach 1962–1965 w Tel Awiwie występował tenor Plácido Domingo. W tym okresie zagrał on dwanaście różnych ról, w tym rolę Samsona w operze Samson i Dalila. Przez ten cały czas Opera Izraela borykała się z dużymi trudnościami finansowymi, nie mogąc uzyskać budżetowych dofinansowań takich, jak korzystała Izraelska Orkiestra Filharmoniczna. Wraz ze śmiercią Philip de Addis w 1978 sytuacja opery się pogorszyła, i w 1982 została zamknięta.
W 1985 Rada na rzecz Sztuki w Ministerstwie Edukacji podjęła decyzję o ponownym utworzeniu narodowej opery, pod nazwą Nowej Opery Izraela (hebr. האופרה הישראלית החדשה). W 1994 opera otrzymała nową siedzibę w nowoczesnym centrum kultury Tel Awiw Performing Arts Center.

## Działalność
Opera Izraela wraz z władzami miejskimi Tel Awiwu realizuje od 2001 projekt „Opera w Parku” (hebr. אופרה בפארק). Celem przedsięwzięcia jest popularyzowanie opery jako gatunku sztuki, przed możliwie jak największą publicznością. Z tego powodu występy opery są organizowane w Parku Jarkon przed widownią ponad 10 tys. ludzi. Wejścia na spektakle są bezpłatne.
Pierwszy występ odbył się w 2001 na placu Rabina – wystawiono wówczas operę La Traviata Giuseppe Verdiego. Następne coroczne spektakle odbywają się już tradycyjnie w Parku Jarkon. W 2003 wystawiono operę Nabucco, w 2005 operę Samson i Dalila, w 2006 operę Rigoletto, w 2007 operę komiczną Napój miłosny. W 2008 operę La Traviata oglądało 70 tys. widzów.

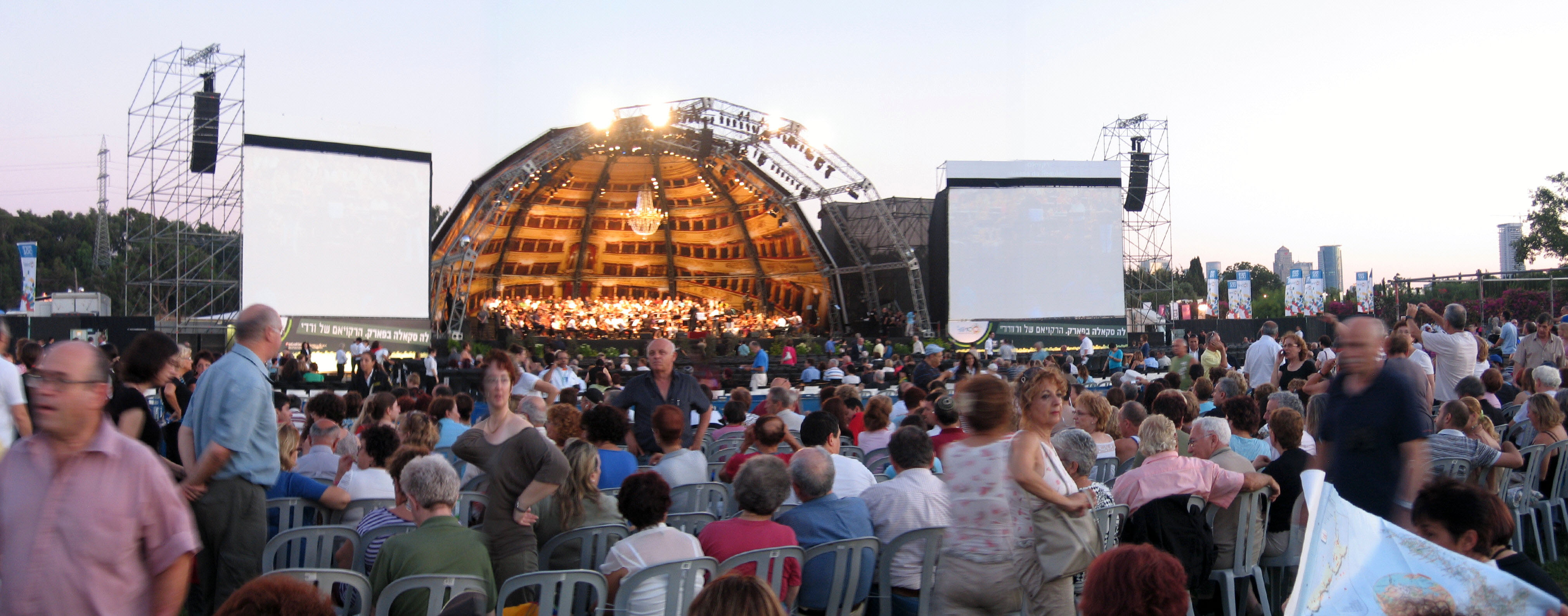
Występ Opery Izraela w Parku Jarkon